# Вікінг-метал

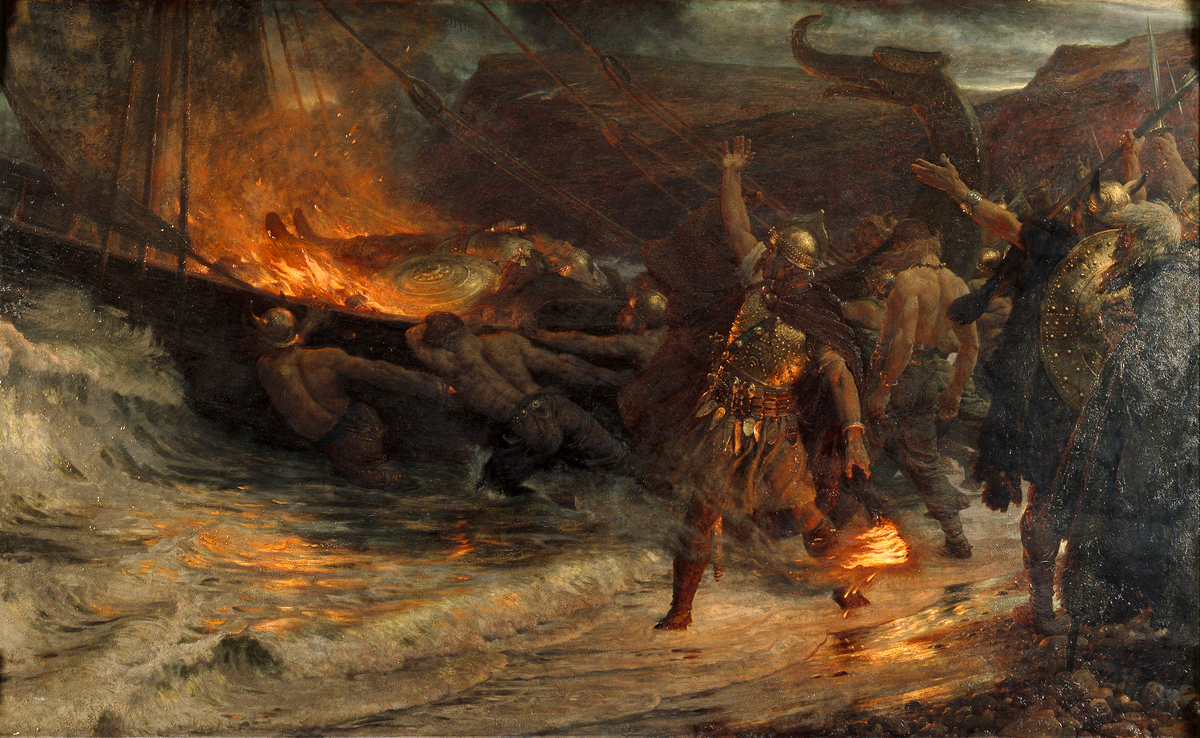
Картина «Похорон вікінга» (сер Френк Діксі), використана на обкладинці альбому Hammerheart

Вікінг-ме́тал (англ. Viking metal) — різновид важкого металу, що базується на скандинавській культурі та міфології. Утворився в кінці 80-х — початку 90-х в Швеції і Норвегії.

## Характеристики
Основна риса вікінг-металу — пісні та альбоми, присвячені германо-скандинавській міфології, історії вікінгів і язичництва. Більшість виконавців вікінг-металу — корінні скандинави, їх музика найчастіше заснована на традиціях народної музики. Тому вікінг-метал дуже близький до напрямку фолк-метал.
Деякі гурти пишуть тексти своїх пісень давньонорвезькою (вона ж — давньоісландська або давньонорвезька), шведською, фінською, ісландською та іншими мовами. Часто в піснях використовується білий вірш, тобто пісні не римуються. Зокрема, відсутність рими характерна для перекладу стародавніх скандинавських балад: скандинавські балади, що походять від скальдичних віршів, не римовані.
У музичному відношенні вікінг-метал неоднорідний. Початково вікінг-метал виконували гурти блек-металу. З часом напрямок дедалі більше зазнав впливу фолк-металу. У 2000-х роках більшість нових гуртів, яких класифікують як виконавців вікінг-металу, виконують суміш фолку та блек-металу. Чималий вплив на вікінг-метал зробили такі напрямки, як павер-метал, хеві-метал та інші. У вікінг-металі зазвичай використовується чистий голос, але часто зустрічається і ґроулінг. Вікінг-метал може перетинатися і з дум-металом (Doomsword), симфо-металом Leaves' Eyes. Загалом тематично належить до фолк та паган-металу.

## Історія

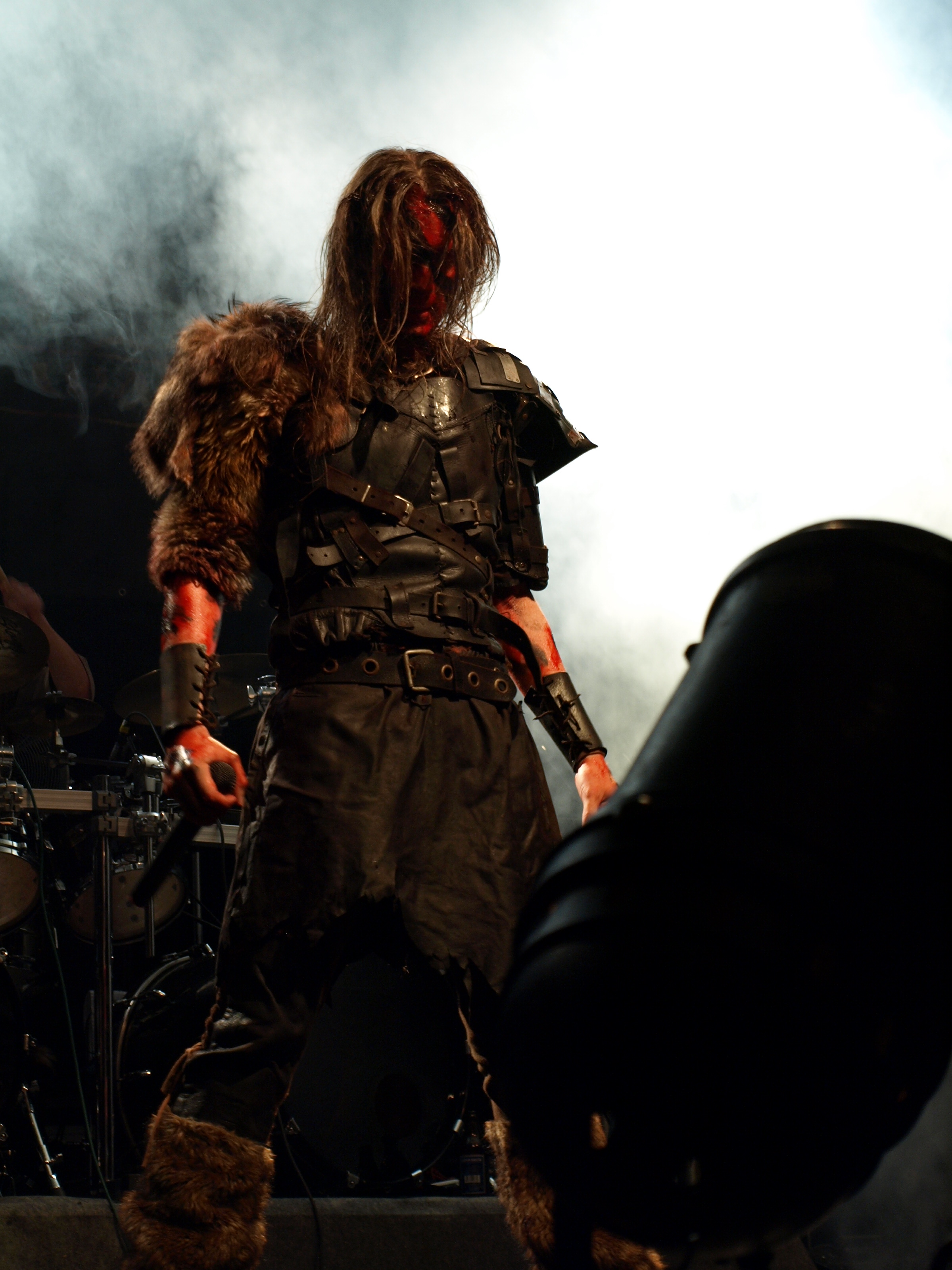
На фото — Матіас Нюгард із Turisas

Тематика вікінгів та скандинавської міфології завжди була популярна в хард-році й металі. Пісні на цю тему зустрічалися ще у Led Zeppelin і Black Sabbath. Предтечею вікінг-металу став американський хеві-метал-гурт Manowar: вони присвячували скандинавській міфології цілі альбоми, а їх «в'язке» звучання у помірному темпі та хоровий бек-вокал на ранніх альбомах (наприклад, пісні Secret of Steel, Gates of Valhalla, Battle Hymns) передбачили звучання Bathory. Іншою предтечею жанру була шведська група Ultima Thule, чий напрямок окреслили як «вікінг-рок».
Засновником вікінг-металу, як окремого напрямку, заведено вважати шведський гурт Bathory, який випустив у 1988 році свій четвертий музичний альбом під назвою Blood Fire Death. Він багато чого перейняв з блек-металу, але в текстах пісень переважало оспівування скандинавської міфології. Вирішальним кроком стала поява їхнього наступного альбому — Hammerheart, (1990), в якому проводилися експерименти зі скандинавськими народними інструментами, музика стала повільнішою і мелодійнішою, ґроулінг змінився чистим вокалом. Тексти звертаються до духовного взаємозв'язку батька з сином, готовності воїна-вікінга прийняти смерть на полі бою і вирушити у Вальгаллу.
Серед інших ранніх вікінг-металістів, що з'явилися в кінці 80-х — початку 90-х — Einherjer і Ancient Rites. Як і Bathory, ці гурти починаючи з виконання блек-металу, стали використовували в своїй музиці фолк-аранжування, народні мелодії та інструменти, які підкреслювали відданість музикантів національному корінню.
Цей рух у бік народної музики поступово змінив вікінг-метал. До 2000-х років основу напрямку стали складати гурти, що поєднують вікінг з фолк-металом (Turisas, Týr, Ensiferum, Finntroll, Moonsorrow). Незмінною, однак, лишилася тематика воєн і походів скандинавської міфології. Так, Týr записали альбоми Eric the Red і How Far to Asgaard; Turisas в 2007 році випустили концептуальний альбом The Varangian Way, присвячений мандрам загону вікінгів по шляху «з варяг у греки».